# Lehr
Pour les articles homonymes, voir Lehr (homonymie).
La ville de Lehr est située dans les comtés de Logan et McIntosh, dans l’État du Dakota du Nord, aux États-Unis. Sa population s’élevait à 80 habitants lors du recensement de 2010, estimée à 77 habitants en 2016.

## Histoire
Lehr a été fondée en 1898.

## Démographie
| 1910 | 1920 | 1930 | 1940 | 1950 | 1960 |
| ---- | ---- | ---- | ---- | ---- | ---- |
| 182  | 362  | 458  | 536  | 394  | 381  |

| 1970 | 1980 | 1990 | 2000 | 2010 | - |
| ---- | ---- | ---- | ---- | ---- | - |
| 287  | 254  | 191  | 114  | 80   | - |

## À noter
Lehr est la plus petite ville du pays à couvrir deux comtés.[réf. nécessaire]